# Biache-Saint-Vaast
Biache-Saint-Vaast é uma comuna francesa na região administrativa de Altos da França, no departamento de Pas-de-Calais. Estende-se por uma área de 9,29 km². Em 2010 a comuna tinha 4 243 habitantes (densidade: 456,7 hab./km²).